# 斯威特霍姆鎮區 (密蘇里州克拉克縣)
斯威特霍姆鎮區（英語：Sweet Home Township）是位於美國密蘇里州克拉克縣的一個行政鎮區。

## 地方資料
斯威特霍姆鎮區的面積為81.19平方千米，當中陸地面積為80.03平方千米，而水域面積為1.16平方千米。根據2020年美國人口普查的數據，當地共有人口297人，而人口密度為每平方千米3.66人。